# Anogeissus
Anogeissus is een geslacht uit de familie Combretaceae. Het geslacht telt tien tot twaalf soorten die voorkomen in Azië en tropisch Afrika.

## Soorten
- Anogeissus acuminata
- Anogeissus bentii
- Anogeissus dhofarica
- Anogeissus latifolia
- Anogeissus leiocarpa
- Anogeissus rotundifolia
- Anogeissus schimperi
- Anogeissus sericea

... · 
Anogeissus · 
Combretum · 
Pteleopsis · 
Terminalia · 
...